# Aplocheilichthys spilauchen
Aplocheilichthys spilauchen és una espècie de peix pertanyent a la família dels pecílids.

## Descripció
- Pot arribar a fer 7 cm de llargària màxima.[5][6]

## Hàbitat
És un peix d'aigua dolça i salabrosa, bentopelàgic i de clima tropical (24 °C-32 °C).

## Distribució geogràfica
Es troba a Àfrica: des de la desembocadura del riu Senegal (el Senegal) fins a la desembocadura del riu Bengo (Angola).

## Vida en captivitat
No s'adapta bé a viure dins d'un aquari.

## Observacions
És inofensiu per als humans.